# دهستان کیاکلا
کیاکلا، دهستانی است از توابع شهرستان سیمرغ در استان مازندران ایران.

## جمعیت
براساس سرشماری سال ۱۳۸۵ جمعیت آن ۴۲۱۷ نفر (۱۱۱۴ خانوار) بوده‌است.